# Governo Sturgeon III
Il Governo Sturgeon III è stato il 6° esecutivo del parlamento scozzese, in carica dal 19 maggio 2021 al 28 marzo 2023 per un totale 1 anno 10 mesi e 9 Giorni. Si è formato a seguito delle elezioni parlamentari scozzesi del 2021.

## Situazione Parlamentare
| Camera              | Collocazione | Partiti                                            | Seggi    |
| ------------------- | ------------ | -------------------------------------------------- | -------- |
| Parlamento scozzese | Maggioranza  | PNS (64), Verdi (7)                                | 71 / 129 |
| Parlamento scozzese | Opposizione  | Conservatori (31), Laburisti (22), Democratici (4) | 57 / 129 |

## Composizione
Indipendenti
     Partito Nazionale Scozzese
| Carica                                                                                     | Titolare                              | Titolare                                | Partito politico           | Partito politico |
| ------------------------------------------------------------------------------------------ | ------------------------------------- | --------------------------------------- | -------------------------- | ---------------- |
| Primo Ministro                                                                             |                                       | Nicola Sturgeon                         | Partito Nazionale Scozzese |                  |
| Segretario permanente                                                                      |                                       | Leslie Evans (fino al 31 dicembre 2021) | Indipendente               |                  |
| Segretario permanente                                                                      | John-Paul Marks (dal 1º gennaio 2022) |                                         | Indipendente               |                  |
| Vice Primo Ministro per il recupero dal Covid                                              |                                       | John Swinney                            | Partito Nazionale Scozzese |                  |
| Segretario di gabinetto per le finanze e l'economia                                        |                                       | Kate Forbes                             | Partito Nazionale Scozzese |                  |
| Segretario di gabinetto per la sanità e l'assistenza sociale                               |                                       | Humza Yousaf                            | Partito Nazionale Scozzese |                  |
| L'avvocato di Sua Maestà                                                                   |                                       | Dorothy Bain                            | Indipendente               |                  |
| Segretario di gabinetto per l'istruzione e le competenze                                   |                                       | Shirley-Anne Somerville                 | Partito Nazionale Scozzese |                  |
| Segretario di Gabinetto per Net Zero, Energia e Trasporti                                  |                                       | Michael Matheson                        | Partito Nazionale Scozzese |                  |
| Segretario di gabinetto per la giustizia e i veterani                                      |                                       | Keith Brown                             | Partito Nazionale Scozzese |                  |
| Segretario di gabinetto per la giustizia sociale, l'edilizia abitativa e il governo locale |                                       | Shona Robison                           | Partito Nazionale Scozzese |                  |
| Segretario di gabinetto per gli affari rurali e le isole                                   |                                       | Mairi Gougeon                           | Partito Nazionale Scozzese |                  |
| Ministro per gli affari parlamentari                                                       |                                       | George Adam                             | Partito Nazionale Scozzese |                  |
| Segretario di Gabinetto per la Costituzione, gli Affari Esteri e la Cultura                |                                       | Angus Robertson                         | Partito Nazionale Scozzese |                  |